# Journal of Neuropathology & Experimental Neurology
Das Journal of Neuropathology & Experimental Neurology, abgekürzt J. Neuropathol. Exp. Neurol., ist eine wissenschaftliche Fachzeitschrift, die vom Lippincott Williams&Wilkins-Verlag veröffentlicht wird. Sie ist die offizielle Zeitschrift der American Association of Neuropathologists (AANP) und erscheint mit zwölf Ausgaben im Jahr. Es werden Arbeiten veröffentlicht, die sich mit Neuropathologie und experimenteller Neurowissenschaft beschäftigen.
Der Impact Factor lag im Jahr 2014 bei 3,797. Nach der Statistik des ISI Web of Knowledge wird das Journal mit diesem Impact Factor in der Kategorie Pathologie an zwölfter Stelle von 75 Zeitschriften, in der Kategorie Neurowissenschaften an 75. Stelle von 252 Zeitschriften und in der Kategorie klinische Neurologie an 36. Stelle von 192 Zeitschriften geführt.